# Moon Geun-young
Moon Geun-young (Hangul: 문근영, 6 maja 1987 w Gwangju) – południowokoreańska aktorka.

## Filmografia

### Filmy
| Rok  | Tytuł                                     | Rola           |
| ---- | ----------------------------------------- | -------------- |
| 1999 | On The Way (kor. 길 위에서; dokumentalny) |                |
| 2002 | Lovers' Concerto                          | Lee Ji-yoon    |
| 2003 | Opowieść o dwóch siostrach                | Bae Su-yeon    |
| 2004 | My Little Bride                           | Seo Bo-eun     |
| 2005 | Innocent Steps                            | Jang Chae-rin  |
| 2006 | Love Me Not                               | Ryu Min        |
| 2015 | The Throne                                | Pani Hyegyeong |
| 2017 | Glass Garden                              | Jae-yoon       |

### Seriale telewizyjne
| Rok  | Tytuł                                 | Rola                                       | Stacja telewizyjna |
| ---- | ------------------------------------- | ------------------------------------------ | ------------------ |
| 1999 | Burnt Rice Teacher and Seven Potatoes | Han Mi-soo                                 | KBS2               |
| 2000 | Autumn in My Heart                    | młoda Yoon/Choi Eun-suh                    | KBS2               |
| 2000 | Medical Center                        | umierajaca młoda siostra (cameo, odc. 15)  | SBS                |
| 2001 | Empress Myeongseong                   | Min Ja-yeong (młoda Cesarzowa Myeongseong) | KBS2               |
| 2001 | Life is Beautiful                     | młoda Yoo Hee-jung                         | KBS2               |
| 2003 | Wife                                  | Han Min-ju                                 | KBS2               |
| 2008 | Painter of the Wind                   | Shin Yun-bok                               | SBS                |
| 2010 | Cinderella's Sister                   | Go Eun-jo/Song Eun-jo                      | KBS2               |
| 2010 | Mary Stayed Out All Night             | Wi Mae-ri                                  | KBS2               |
| 2012 | Cheongdam-dong Alice                  | Han Se-kyung                               | SBS                |
| 2013 | Goddess of Fire                       | Yoo Jung                                   | MBC                |
| 2015 | The Village: Achiara's Secret         | Han So-yoon                                | SBS                |
| 2016 | Entourage                             | Cameo                                      | tvN                |